# Arco del Pópulo

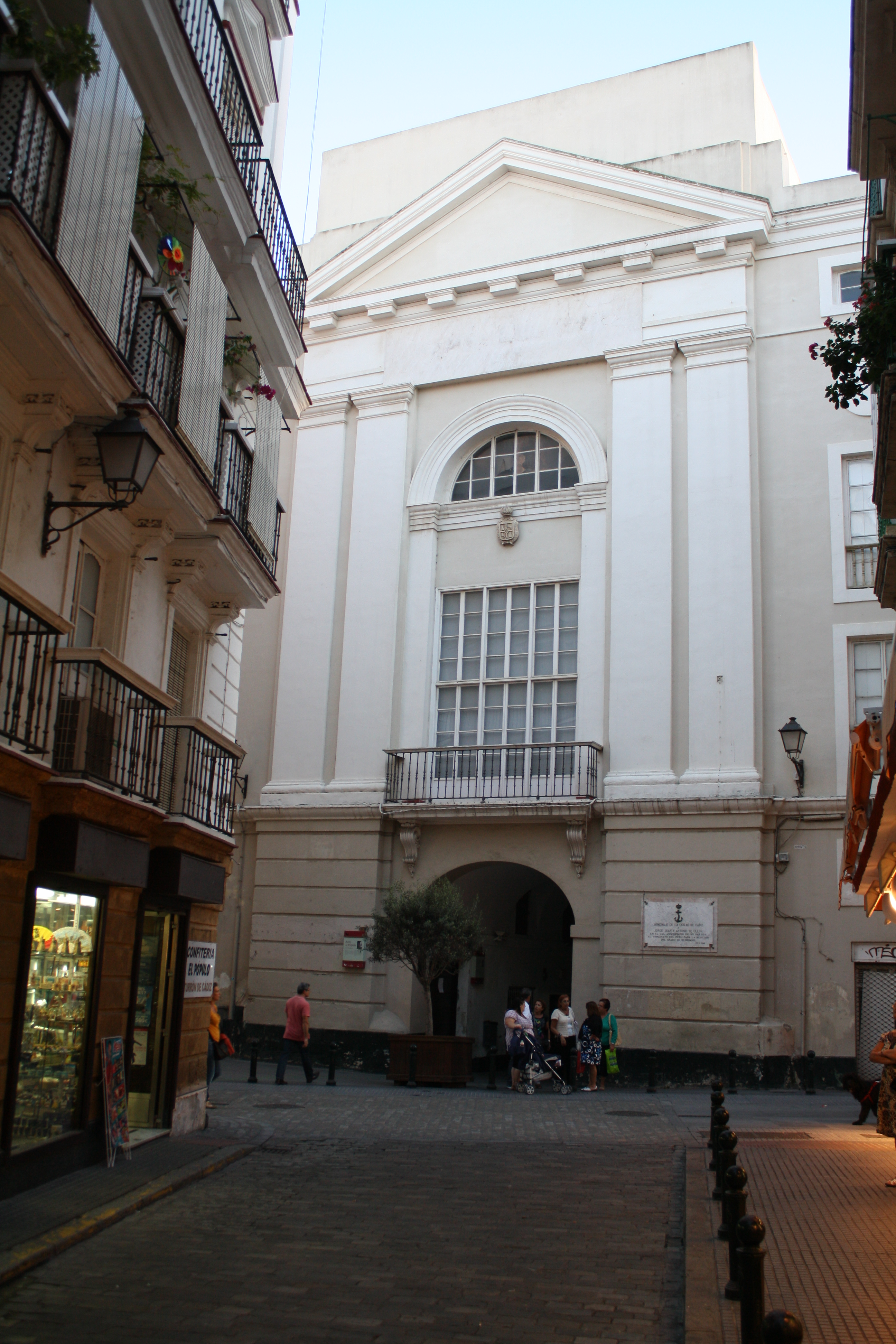
Arco del Pópulo - por delante

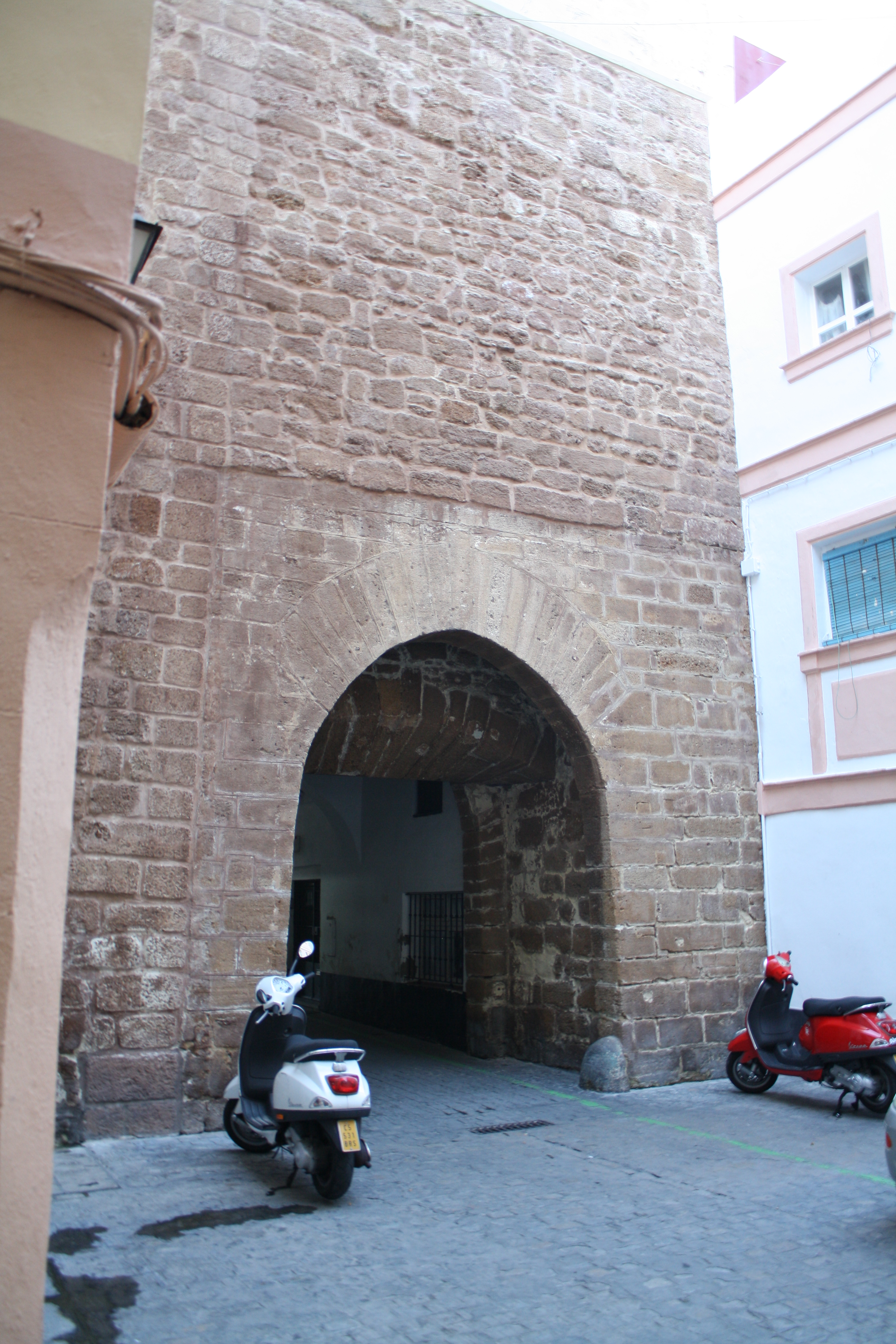
Arco del Pópulo - detrás

El arco del Pópulo en la ciudad de Cádiz (España) es la primitiva Puerta del Mar, pues por ella se accedía a la zona portuaria, y estaba flanqueada por dos cubos. A comienzos del siglo XVII se construyó ante ella la capilla de Nuestra Señora del Pópulo, que le ha dado el aspecto de pasadizo que presenta en la actualidad. Las características del paramento interior coinciden con las técnicas edilicias de las murallas islámicas de los siglos X y XI, mientras que el arco, enjarjado, es muy posible que originalmente fuese de herradura. La disposición de sus dovelas permite situarlo en el siglo XII, en época almohade, como todo el perímetro murado original.

## Historia
Se denominó primitivamente Puerta de la Mar y también Puerta principal de la Villa. Las aguas de la bahía, en efecto, llegaban muy cerca de ellas, pues lo que hoy día es la plaza de San Juan de Dios y fue Plaza Real, estaba casi ocupada por el Canal Bahía-Caleta y que constituía el verdadero muelle y puerto comercial de Cádiz. El canal, al irse cegando, se convirtió en unas pequeñas lagunas o boquetes (cuyo nombre fue dado a la actual calle Plocia), el segundo de los cuales se cegó hacia 1628 mientras que el otro lo hizo hacia 1618, quedando como una especie de astillero para barcos y navíos de pequeño porte.
La Puerta de la mar tenía un revellín y estaba flanqueada por dos grandes cubos almenados, al uso de la castramentación de la época, y sobre el de la derecha se colocó el reloj que el Cabildo mandó construir a un relojero de Osuna.
Sobre las torres, desde 1587, había una imagen de Nuestra Señora, que por tener la invocación latina de "Ave María, ora por Pópulo", vino a llamarse del Pópulo. Esta imagen fue profanada por los invasores angloholandeses que invadieron la ciudad de Cádiz allá por 1596, al mando del conde de Essex.
En 1598, pensando evitar nuevas y posibles profanaciones, se comenzó a construir una capilla entre las dos torres y sobre la bóveda del cañón del arco. 
Por la puerta hacían su entrada los Obispos, acompañados del Cabildo secular que hacía entrega de la persona del Prelado al eclesiástico, justamente pasado este, y frente a las casas que fueron de los Núñez de Villavicencio.
Cuando ambos Cabildaos debían asistir en concurrencia a fiestas, como las de San Sebastián, o a las funciones en la iglesia de la Compañía, el punto de reunión era la salida del Arco del Pópulo, en la calle del juego de la pelota.
Con respecto a la primitiva imagen que señoreó la puerta, en la escritura de donación al corregidor Añasco (Cabildo de 1599) se comenta que fue Nuestra Señora de la Antigua, hoy del Pópulo. Años más tarde, en 1735, el capellán de Guardias Marinas y del Pópulo, don Diego Rodríguez Hidalgo, pidió al Ayuntamiento que a la nueva Puerta del Mar que se situaba frente al muelle, y derribada en 1902 se colocara como antiguamente había, una imagen de la Virgen de la Antigua, que desde el siglo X se veneraba en Ortuña y que tanta fe y devoción despertaba en los hombres del mar.... Esta Virgen de la Antigua sería el origen de una Cofradía, cuyas reuniones darían origen a la Santa Cueva.